# 696 Leonora
A 696 Leonora (ideiglenes jelöléssel 1910 JJ) a Naprendszer kisbolygóövében található aszteroida. Joel Hastings Metcalf fedezte fel 1910. január 10-én.